# Túrkeve
Túrkeve je město v Maďarsku v župě Jász-Nagykun-Szolnok v okrese Mezőtúr. První písemná zmínka o obci pochází z roku 1261, kdy je označovaná jako Keveegyháza.

## Demografie
Dle sčítání z roku 2011 se 87,8 % obyvatel města etnicky hlásilo k Maďarům a 2,4% k Romům. Zbytek neuvedl žádnou národnost.
Túrkeve je nejméně pobožné město v Maďarsku. 56,7% je nevěřící, zatímco 17,9% se hlásí k maďarské reformované církvi a 4,4% k římsko-katolickému vyznání.

## Významní rodáci
- Alexander Korda (1893-1956) - filmový producent režisér
- Zoltan Korda (1895-1961) - filmový scenárista, producent a režisér

## Partnerská města
- Auchel, Francie
- Salonta, Rumunsko
- Velký Bočkov, Ukrajina